# رزدیل (میسیسیپی)
رُزدِیل (به انگلیسی: Rosedale) شهری در ایالت میسیسیپی کشور ایالات متحده آمریکا است که جمعیت آن در سرشماری سال ۲۰۱۰ میلادی، ۱٬۸۷۳
نفر بوده‌است.